# UCCU 센터
UCCU 센터(영어: UCCU Center)는 미국 유타주 오렘에 위치한 실내 경기장이다. 과거 D-리그 유타 플래시의 홈경기장으로 사용했다.